# Ascheraden
Ascheraden était une commanderie de l'ordre Teutonique en Livonie fondée par les chevaliers Porte-Glaive et située à côté de la ville actuelle d'Aizkraukle en Lettonie. Elle a été fondée en 1209 sur les bords de la Dvina (Düna, en allemand) dans une région à la limite de la Courlande, de la Sémigalle et de la Livonie des chevaliers Porte-Glaive. De 1252 à 1478, elle était une commanderie des chevaliers teutoniques.

## Le château fort

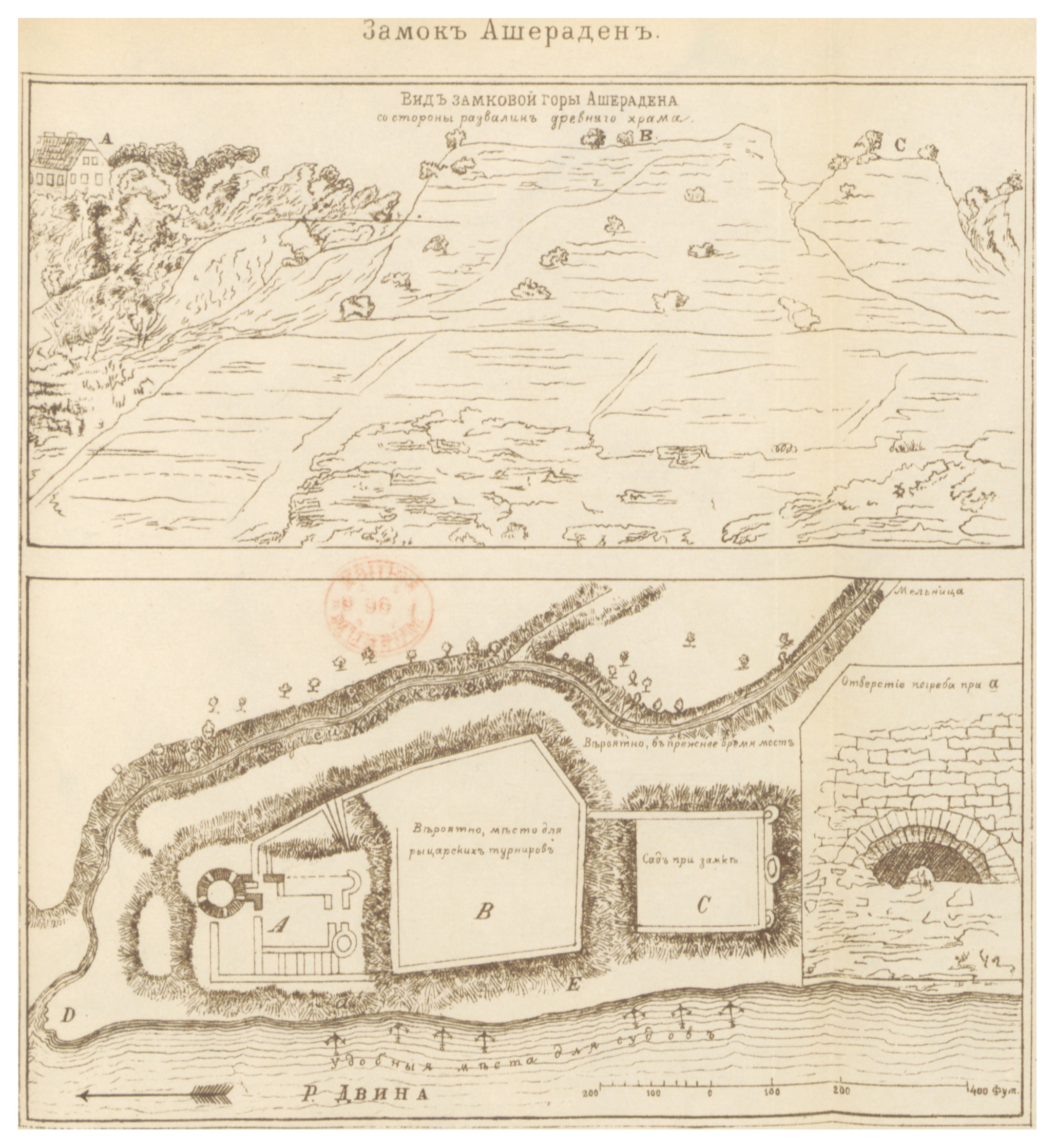
Plan du château fort d'Ascheraden (1880)

Le château fort construit en 1224 est pris par le roi de Samogitie Viesturs deux ans plus tard, après que les chevaliers Porte-Glaive eurent rompu leur alliance avec lui. Ceux-ci récupèrent leur château après avoir envahi le royaume peu après.
Le château est à nouveau assiégé pendant la Guerre de Livonie de 1558-1583; il est d'abord pris par l'alliance des Polonais et des Lituaniens en 1559 et pendant une courte période par les Russes en 1577. Il était encore debout en 1633, mais n'était plus qu'une ruine en 1680, sa raison d'être ayant disparu. Aujourd'hui il reste les fondations et les ruines d'un rempart.

## Commandeurs d'Ascheraden

### Chevaliers Porte-Glaive
- 1209 Hartmut
- 1211-1231 Markward de Bauerbach
- 1234 Bernard

### Chevaliers livoniens
- 1252-1255 Heidenreich
- 1305 Jean de Schonenhagen
- 1387-1393 Conrad de Vitinghove
- 1417-1420 Johann Schwarthof
- 1422-1423 Gerhard von Bögge
- après 1424 Goswin von Velmede
- 1426-1430 Lambrecht von Merkenich
- 1430-1432 Heinrich von Böckenförde de la branche de Schüngel
- 1432 Johann von Gilsa
- 1435-1441 Johann von Schafhausen
- 1444-1445 Hermann von Sevinghausen
- 1450 Heinrich Schleier
- 1451-1453 Johann von Krieckenbeck de la branche de Spor
- 1453-1455 Konrad von Vietinghoff
- 1461-1462 Lubbert von Varssem
- 1462-1465 Wilhelm von Böckenförde de la branche de Schüngel
- 1470 Konrad von Herzenrode (de)
- 1470-1474 Gerhard von Issum
- 1478 Erwin von Bellersheim